# 平塚市博物館
平塚市博物館（ひらつかしはくぶつかん）は、神奈川県平塚市にある総合博物館。1976年（昭和51年）開館。

## 概要
「相模川流域の自然と文化」をテーマに活動している。プラネタリウムがある。「かながわの博物館50選」の博物館に選ばれている。
- 住所：〒254-0041 神奈川県平塚市浅間町12-41
- 電話：0463-33-5111
- FAX：0463-31-3949
- 開館時間：午前9時～午後5時（入館は午後4時30分まで）[3]
- 入館料：無料